# Dvor Fojana
Dvorec Fojana (Floyan (1187))  je v srednjem veku stal najverjetneje na južnem delu vasi Fojana v Goriških Brdih, kjer stoji baročna župnijska cerkev ali pa po izročilu na vrhu griča na severnem delu vasi. Verjetno je bil postavljen konec 12. stoletja na posesti Goriških grofov. Dvorec je propadel konec 16. ali v začetku 17. stoletja brez sledu. Natančna lokacija tako ni znana.

## Zgodovina
Posest naselbine Fojana, ki je bila že v drugi polovici 12. stoletja v rokah Goriških grofov, upravljali pa so jo njihovi ministeriali imenovani po Fojani. Prva omemba viteza Fojanskega je iz leta 1187 goriški vazal na stolpastem gradu (Floyan) je vitez Berthold de Flojano. Med letoma 1201 in 1206 je omenjen Chunradus Fojanski, med letom 1224 in 1232 pa vitez Mejnardus. Leta 1255 je postal lastnik gradu Folkerutij, v zadnji četrtini 13. stoletja pa njegovi sinovi Majnhard II., Bernard I. in Folkert I. Med 13. in 15. stoletjem se je rod vitezov Fojanskih zelo razvejal in dobil od Goriških grofov številne fevde v Furlaniji, Zgornji Dravski dolini in na Notranjskem. V 13. stoletju sta v Fojani omenjena celo dva stolpasta dvora. Enega je sredi 13. stoletja zgradil Oton de Ungerspach (Vogrski). Zemljiško posest v Fojani je grof Ivan Goriški okoli leta 1460 podelil v fevd Febu IV. Thurnu, takratnemu glavarju in vicedomu v Gorici in na Krasu. 

Po izumrtju Goriških grofov po letu 1500 so Thurni Fojano izgubili. Novi lastniki Habsburžani so posest in dvorec v Fojani podelili v fevd rodovini Colloredo. Dvorec je izgubil pomen, postal pristava gradu Dobrovo. Sicer ni znano kdaj sta dvora propadla, sedaj za njima ni vidnih sledov, verjetno pa gre to postaviti med drugo beneško vojno. 